# Русский антропологический журнал
«Русский антропологический журнал» — периодическое издание, издававшееся в Российской империи и в СССР с 1900 по 1930 год.
Учредителем «Русского антропологического журнала» стал антропологический отдел Императорского общества любителей естествознания, антропологии и этнографии при Московском университете, который был создан по инициативе Анатолия Петровича Богданова.
Первый номер «Русского антропологического журнала» вышел в свет в 1900 году. Журнал выходил с периодичностью один раз в три месяца (четыре раза в год). Начиная с 1907 года — 2 раза в год, до 1930 года. С 1932 года взамен ему выходит: Антропологический журнал.
Обязанности главного редактора «Русского антропологического журнала» исполнял приват-доцент Московского университета, секретарь антропологического отдела Алексей Арсеньевич Ивановский.